# Суфианов, Альберт Акрамович
Суфиа́нов Альбе́рт Акра́мович (род. 7 марта 1965, Вихоревка, Иркутская область) — советский и российский врач-нейрохирург высшей категории,
главный врач Федерального центра нейрохирургии Минздрава РФ, расположенного в г. Тюмень. Доктор медицинских наук, профессор, заслуженный врач РФ. Член-корреспондент Татарской АН, член-корреспондент РАН (с 2022 года).

## Биография
Родился 7 марта 1965 года в г. Вихоревка Иркутской области. Окончил школу с отличием. После окончил Иркутский медицинский институт с красным дипломом. После ординатуры по нейрохирургии прошёл подготовку в Японии и Германии, знает несколько иностранных языков. Основоположник в РФ эндоскопической нейрохирургии, защитил докторскую диссертацию по ней. В 1996 г. создал первое в Восточной Сибири отделение детской нейрохирургии. Неоднократно стажировался в лучших нейрохирургических клиниках Европы, Америки и других странах.
С 2009 года был приглашён возглавить Федеральный центр нейрохирургии РФ в г. Тюмень.
Путём тотального внедрения малоинвазивных технологий, он превратил Центр в один из самых интенсивно работающих центров нейрохирургии в мире, который проводит более 4000 операций в год на 95 койках. Около 900 операций высшей сложности выполняются лично А. А. Суфиановым, из них десятки — на «отказных» пациентах. В 2017 г. Суфиянов А. А. выполнил первую в России и вторую в мире, внутриутробную эндоскопическую операцию при гидроцефалии плода.
В 2015 году был избран действительным членом Всемирной академии нейрохирургов (единственный представитель от РФ).
Автор более 300 печатных работ в отечественных и зарубежных изданиях.
Входит в состав отечественных и иностранных редколлегий журналов «Нейрохирургия», «Российский нейрохирургический журнал имени профессора А. Л. Поленова», бразильского журнала «Нейрохирургия Бразилии».
Избран в члены-корреспонденты РАН на выборах 2022 года.
Депутат Тюменской областной Думы VI созыва.
Женат, воспитывает двоих детей.
В 2025 году награждён орденом «Дуслык».